# Neige Sinno

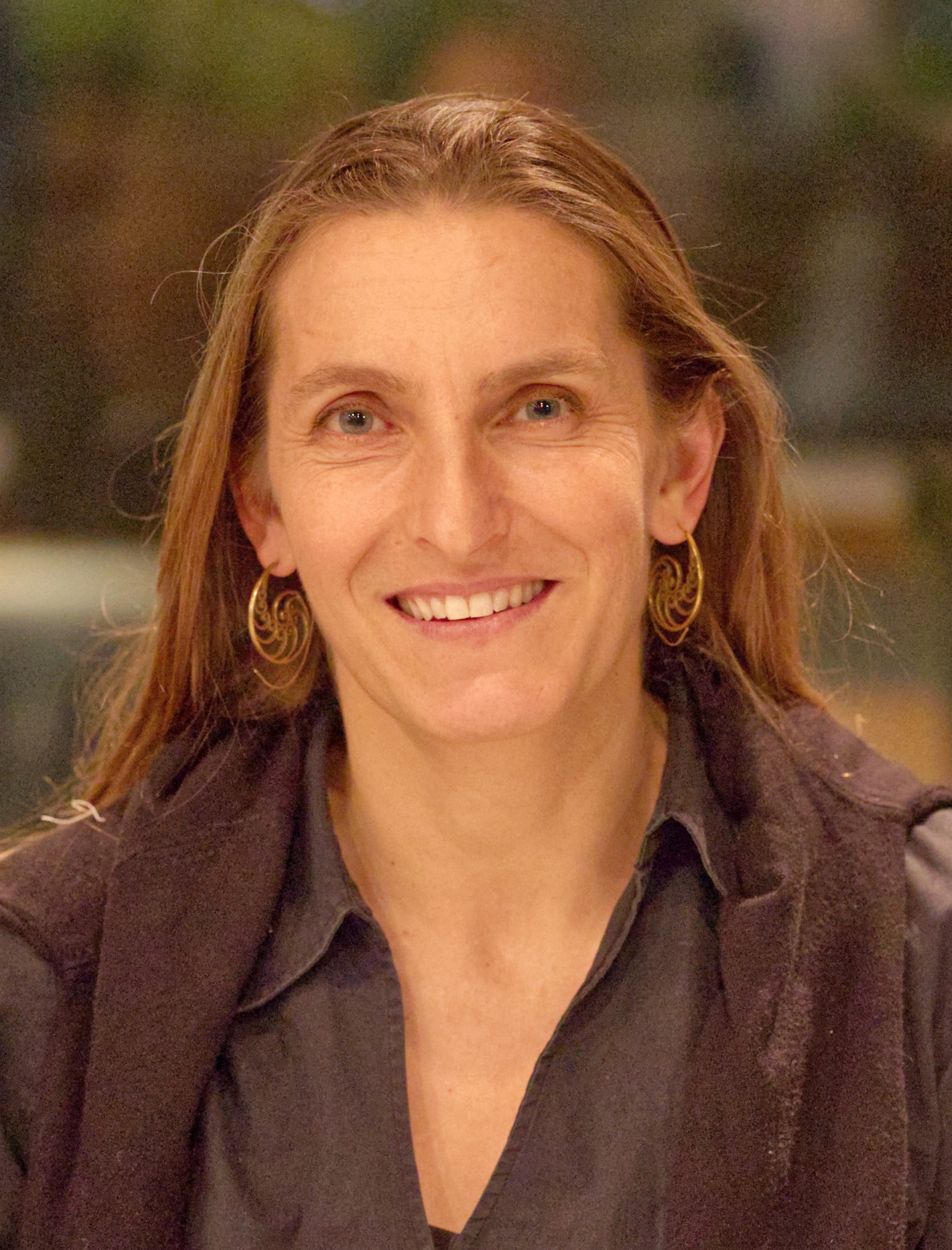
Neige Sinno, 2024

Neige Sinno (* 22. Mai 1977 in Vars, Hautes-Alpes) ist eine französische Schriftstellerin und Übersetzerin.

## Leben und Schaffen
Sinno wuchs im Arrondissement Briançon in den französischen Alpen auf. Ihr Studium an der Universität der Provence Aix-Marseille I schloss sie 2005 mit einer Dissertation über die Erzählhaltung von Raymond Carver, Richard Ford und Tobias Wolff ab. Sinno lebt seit 2006 in Pátzcuaro im mexikanischen Bundesstaat Michoacán und unterrichtet Interkulturelle Literatur an der Escuela Nacional de Estudios Superiores in Morelia. 2007 erschien ihre Erzählsammlung La vie des rats, 2018 folgte der Roman Le Camion.
Ausgangspunkt ihres autofiktionalen Romans Triste Tigre (2023) war der jahrelange sexuelle Missbrauch durch ihren Stiefvater. Auf der Suche nach erzählerischen Mitteln, über Trauma und Ohnmacht zu berichten, setzte sie sich dabei u. a. mit der Darstellungen von Inzest und Vergewaltigung in den Werken von Christine Angot, Virginie Despentes, Toni Morrison, Vladimir Nabokov, Virginia Woolf auseinander. Ihr intertextueller Zugang wird bereits im Buchtitel deutlich: Triste Tigre verweist auf den Roman Tres tristes tigres (1967) des kubanischen Autors Guillermo Cabrera Infante, was das narrative Exil der Erzählerfigur vorwegnimmt; zugleich erinnert der Titel an Tigre, Tigre! (2012) von Margaux Fragoso, deren Roman ebenfalls von einem vergewaltigten Kind handelt. Triste Tigre erreichte die Finalrunde des Prix Goncourt 2023 und wurde u. a. mit dem Prix Femina, dem Prix Goncourt des lycéens und dem Choix Goncourt de la Suisse ausgezeichnet. Der Missbrauch bleibt in ihrem Schreiben stets präsent; es zeigt sich aber auch, dass die volle Wahrheit ihrer Erfahrungen sprachlich kaum greifbar ist, sodass das Werk auch die unüberwindbaren Grenzen des Verstehens und Verarbeitens eines Traumas aufzeigt.

## Werke (Auswahl)
- La vie des rats (Erzählungen). La Tangente, 2007 ISBN 2-9527118-1-X
- Le Camion (Roman). Christophe Lucquin éditeur, 2018, ISBN 978-2-36626-125-7
- Triste Tigre (Roman). Paris, Éditions P.O.L, 2023 ISBN 978-2-8180-5826-8
  - Trauriger Tiger. München, dtv 2024 ISBN 978-3-423-28422-6

Fachtexte
- L'écriture de l'inquiétude dans les nouvelles de Raymond Carver, Richard Ford et Tobias Wolff. Atelier national de reproduction des thèses, Paris, 2005 ISBN 978-2-7295-6838-2
- Lectores entre líneas. Roberto Bolaño, Ricardo Piglia y Sergio Pitol. Aldus, 2011 ISBN 978-607-7742-52-4
- Cuerpo habitado Alteridad, hospitalidad y literatura en El Huésped de Guadalupe Nettel, in: Dante Barrientos-Tecun und Anne Reynes-Delobel (Hrsg.): Écritures dans les Amériques au féminin. Presses universitaires de Provence, 2017 ISBN 978-2-8218-9591-1

## Ehrungen
- 2010 Premio Lya Kostakowsky für den Essay Lectores entre líneas[4]
- 2023 Prix littéraire du Monde der Tageszeitung Le Monde für Triste Tigre[12]
- 2023 Le Prix Blù Jean-Marc Roberts für Triste Tigre[13]
- 2023 Prix Les Inrockuptibles der Kulturzeitschrift Les Inrockuptibles für Triste Tigre[14]
- 2023 Prix Femina für Triste Tigre
- 2023 Prix Goncourt des lycéens für Triste Tigre
- 2024 Premio Strega Europeo für Triste Tigre[15]